# Hikaru Koto
Hikaru Koto (jap. 古都 ひかる, Koto Hikaru; * 13. März 1985) ist eine ehemalige japanische Pornodarstellerin (AV Idol), Model und Sängerin.

## Leben
Sie spielte in mehreren japanischen Filmen für Erwachsene mit. Ihren ersten Auftritt hatte sie mit 18 Jahren im Film "Virgin Princess - natural" (処女宮 -natural) der Produktionsfirma h.m.p. Bis zum Ende ihrer Karriere als AV-Idol 2005 spielte sie ausschließlich in Produktionen dieser Firma mit. Außerdem erschienen Bilder von ihr mehrmals im Weekly Playboy (週刊プレイボーイ, Shūkan Pureibōi). Im Februar 2005 erhielt sie für ihre darstellerischen Leistungen den Grand Prize "Best Actress" bei den SKY! Adult Broadcasting Awards 2005 für das Mitwirken im Film Indecent Attraction.
Einige Zeit nach ihrer Karriere in der Erwachsenenfilm-Industrie Japans begann Hikaru Koto 2008 unter dem Pseudonym cotorich ihr Leben auf YouTube zu dokumentieren. Im November 2009 galt sie als viertpopulärster Künstler Japans bei YouTube seit Beginn des Dienstes.
Als Sängerin unter dem Künstlernamen cotorich hat sie bislang digital 5 Lieder veröffentlicht.

## Filmografie
- Virgin Princess - natural (2003)
- Koto's Diary (2003)
- My Lovely Angel Hikaru Coto (2004)
- DJ Hikaru in Paradise (2004)
- Hikaru Koto Complete (Teile I bis IV) (2005)

## Fotobände
- Love Scene (古都ひかる ラヴ・シーン) — (KK-Bestsellers) — Februar 2004 (ISBN 4-584-17090-8)
- Hikaru - Hikaru Koto Photo Collection (ひかる―古都ひかる写真集) — (Futabasha) — Juni 2004 (ISBN 4-575-29694-5)